# Heteronereis venusta
Heteronereis venusta är en ringmaskart som beskrevs av Jean Louis Armand de Quatrefages de Bréau 1866. Heteronereis venusta ingår i släktet Heteronereis och familjen Nereididae. Inga underarter finns listade i Catalogue of Life.